# 互联网新闻信息服务许可证

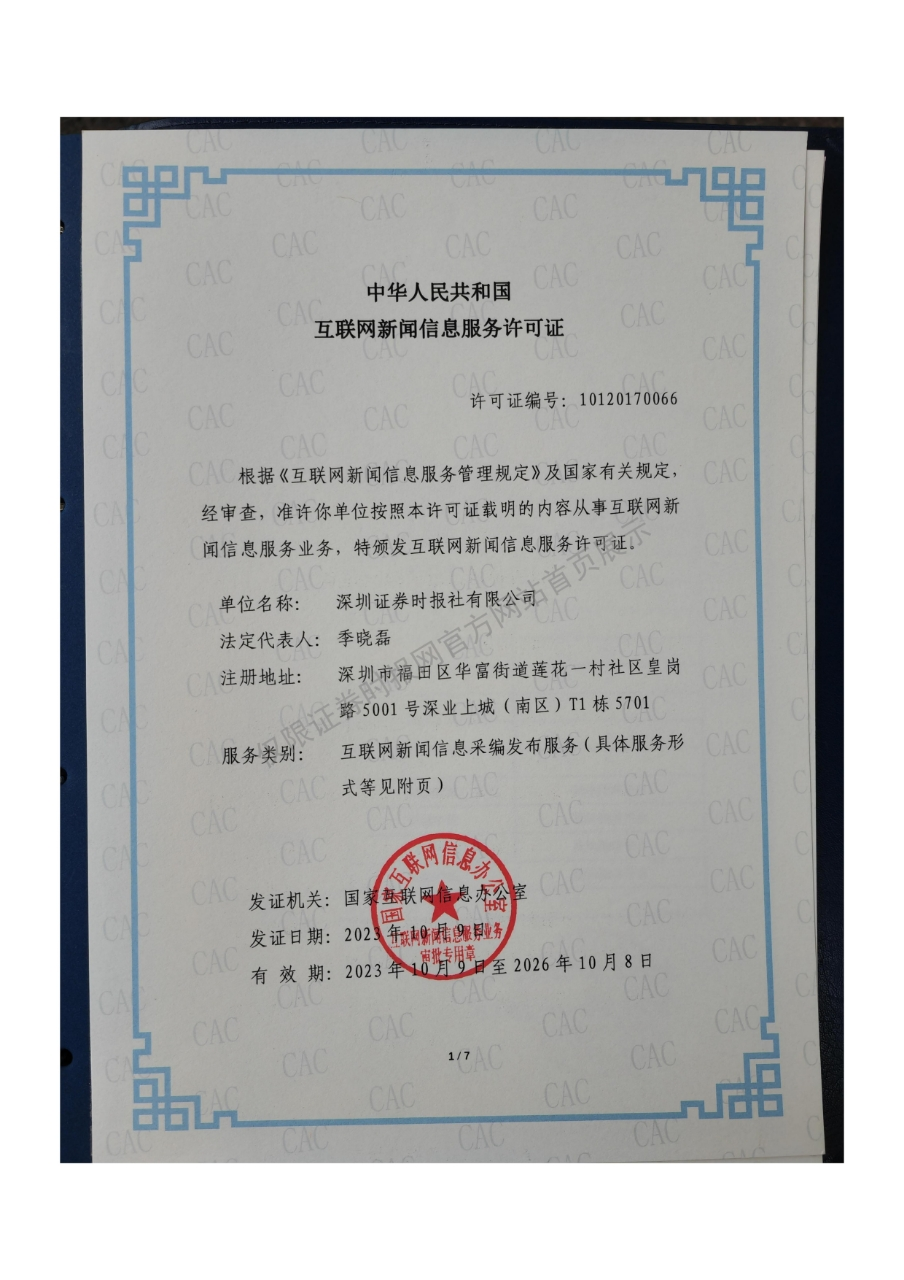
《证券时报》的互联网新闻信息服务许可证，需留意《证券时报》为人民日报社主管主办的单位，故不在登记地所在省份广东省网信办的管辖范围内，由国家网信办签发许可证

互联网新闻信息服务许可证是中华人民共和国向互联网新闻信息服务单位所签发的许可证，由国家互联网信息办公室或各省级互联网信息办公室签发。根据《互联网新闻信息服务管理规定》，通过网站、应用程序、论坛、博客、微博客、公众账号、即时通信工具、网络直播等形式向社会公众提供互联网新闻信息服务，应当向各级网信办申请并取得许可。

## 历史
早于2005年，国务院新闻办公室和中华人民共和国信息产业部联合发布《互联网新闻信息服务管理规定》，要求新闻信息服务单位从事互联网新闻信息登载的必须取得《互联网新闻信息服务许可证》。而具备采编资质的单位还应当是国有单位，且任何新闻信息服务单位不得引入外资。近年来，随着移动互联网的发展，一些媒体先后在微博、微信开设公众账号，同时开设客户端，既有的规定已不合实际。与此同时，还出现了非法网络公关、虚假新闻等问题。2017年6月1日，中共中央网信办公布新版《互联网新闻信息服务管理规定》，要求网站、应用程序、论坛、博客、微博、公众账号、即时通信工具、网络直播等形式提供互联网新闻信息服务应当取得许可。新规还将新闻信息限定为“时政类新闻信息”，服务类别分为采编发布服务、转载服务及传播平台服务，其中“采编发布服务”的申请单位应为国有独资或国有控股的新闻单位。

## 申请

### 申请条件与资格
根据《互联网新闻信息服务管理规定》，申请互联网新闻信息服务许可的单位须符合以下条件：
1. 在中华人民共和国境内依法设立的法人；
2. 主要负责人、总编辑是中国公民；
3. 有与服务相适应的专职新闻编辑人员、内容审核人员和技术保障人员；
4. 有健全的互联网新闻信息服务管理制度；
5. 有健全的信息安全管理制度和安全可控的技术保障措施；
6. 有与服务相适应的场所、设施和资金。

根据《规定》，提供服务的单位还应当向所在省级通信管理局办理互联网信息服务许可或备案手续。互联网新闻信息服务单位不得引入外资，申请采编发布服务许可的应当是新闻单位（含其控股的单位）或新闻宣传部门主管的单位；其采编业务和经营业务应当分开，采编业务不得引入非公有资本。

### 申请手续
根据《互联网新闻信息服务管理规定》，申请互联网新闻信息服务许可，应当提交下列材料：
1. 主要负责人、总编辑为中国公民的证明；
2. 专职新闻编辑人员、内容审核人员和技术保障人员的资质情况；
3. 互联网新闻信息服务管理制度；
4. 信息安全管理制度和技术保障措施；
5. 互联网新闻信息服务安全评估报告；
6. 法人资格、场所、资金和股权结构等证明；
7. 法律法规规定的其他材料。

其中，申请主体为中央新闻单位（含其控股的单位）或中央新闻宣传部门主管的单位的，由国家互联网信息办公室受理和决定；申请主体为地方新闻单位（含其控股的单位）或地方新闻宣传部门主管的单位的，由所在省级互联网信息办公室受理和决定；申请主体为其他单位的（即非国有单位），由所在省级互联网信息办公室受理和初审，再由国家互联网信息办公室决定。
《互联网新闻信息服务许可证》的有效期为三年，有效期届满需继续从事相关业务的需在有效期届满三十日前申请续办。

## 运营管理
《互联网新闻信息服务管理规定》明确各互联网新闻信息服务单位设立总编辑职位，建立总编辑负责制，总编辑需具备相关从业经验并报所属网信办备案。相关从业人员应取得相应资质，接受培训与考核，从事采编活动的人员还需持有新闻记者证。
另外，《规定》明确服务单位设立信息发布审核、公共信息巡查、应急处置等信息安全管理制度，以及安全可控的技术保障措施。服务提供者为用户提供信息传播平台服务，用户需提供真实身份信息。而服务提供者转载新闻信息时应转载符合国家规定范围内的单位发布的新闻信息，并按规定注明来源、原作者、原标题、编辑真实姓名等，不得歪曲、篡改标题原意和新闻信息内容，遵守著作权法的相关规定。国家网信办亦会以持有许可的新闻信息服务提供者为依据发布《互联网新闻信息稿源单位名单》，要求互联网新闻信息服务提供者在转载新闻时，必须依据稿源单位名单，超范围转载者将受到处罚。对于“不再符合条件、日常表现不佳、缺乏影响力”的单位将会被移出稿源名单。

## 编号规则与展示
每家取得许可的互联网新闻信息服务单位，其许可证编号为11位。以人民网股份有限公司的《互联网新闻信息服务许可证》编号为10120170001为例：
- 地区代码（第1、2位）：即该单位所在省级行政区的行政区划代码，中央新闻单位（含其控股的单位）或中宣部主管的单位以10表示。
- 许可单位（第3位）：其中新闻单位（含其控股的单位）或新闻宣传部门主管的单位为1，其他单位为2。
- 许可年份（第4-7位）
- 年度流水号（第8-11位）

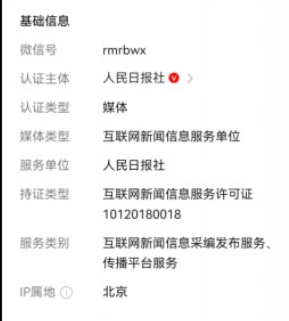
《人民日报》微信公众号的账号信息页，其认证主体已标注“红V”标识

根据《互联网新闻信息服务管理规定》第十八条，互联网新闻信息服务提供者应当在明显位置明示互联网新闻信息服务许可证编号。2025年1月，国家网信办表示，称“为进一步规范网络传播秩序，提升互联网新闻信息服务辨识度”，该局推进实施“持证亮牌”工程，协调主要网站平台在经许可的互联网新闻信息服务主体开设的账号显著标注「红V」标识，并在账号信息页公示服务主体名称、许可证编号和服务类别，以此区分其他认证账号。

## 相关统计
根据国家网信办于2025年4月27日发布的信息，截至2025年3月31日，经各级网信部门审批的互联网新闻信息服务单位总计3660家，共计19519个许可服务项，其中公众账号数量占比最多，有14169个；应用程序则有3296个；网站1889个。